# Viaduc de Kerlosquer
Le viaduc de Kerlosquer a été construit par Louis Harel de la Noë pour les chemins de fer des Côtes-du-Nord. Il est situé sur les communes de Ploumagoar et de Coadout. Ce viaduc a été construit pour la ligne Guingamp - Saint-Nicolas-du-Pélem afin de franchir la vallée du Trieux.
Ses principales caractéristiques sont :
- 5 travées de 12 m entourant un arc central de 26 m
- longueur totale : 133 m
- hauteur : 16,5 m

Au départ de la gare de Guingamp, Kerlosquer suit le viaduc de Cadolan; tous deux sont du même type que celui de Caroual.
Le viaduc en courbe est en mauvais état. La traversée est entravée par un grillage interdisant l'accès aux piétons.

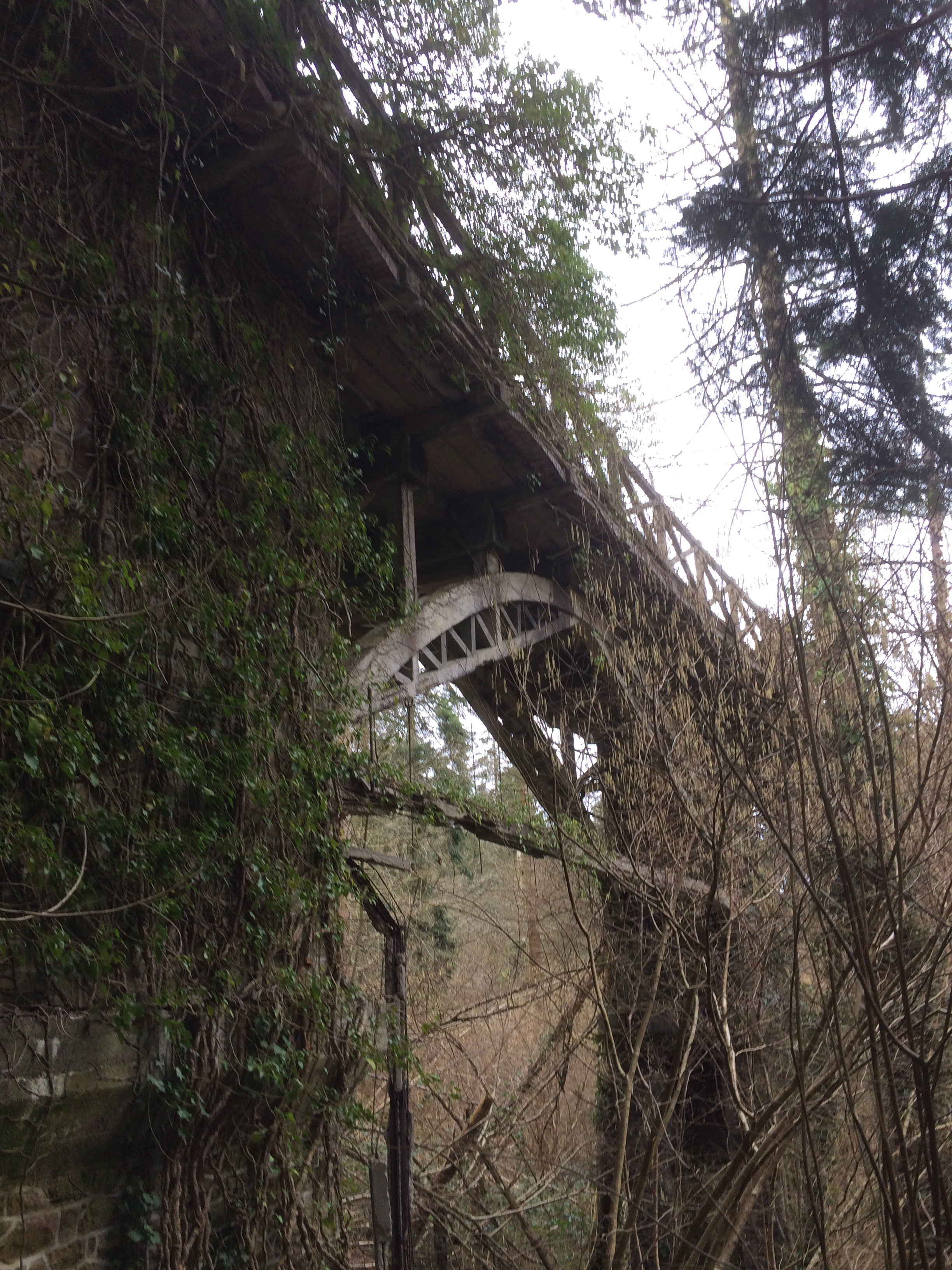
Une arche du viaduc
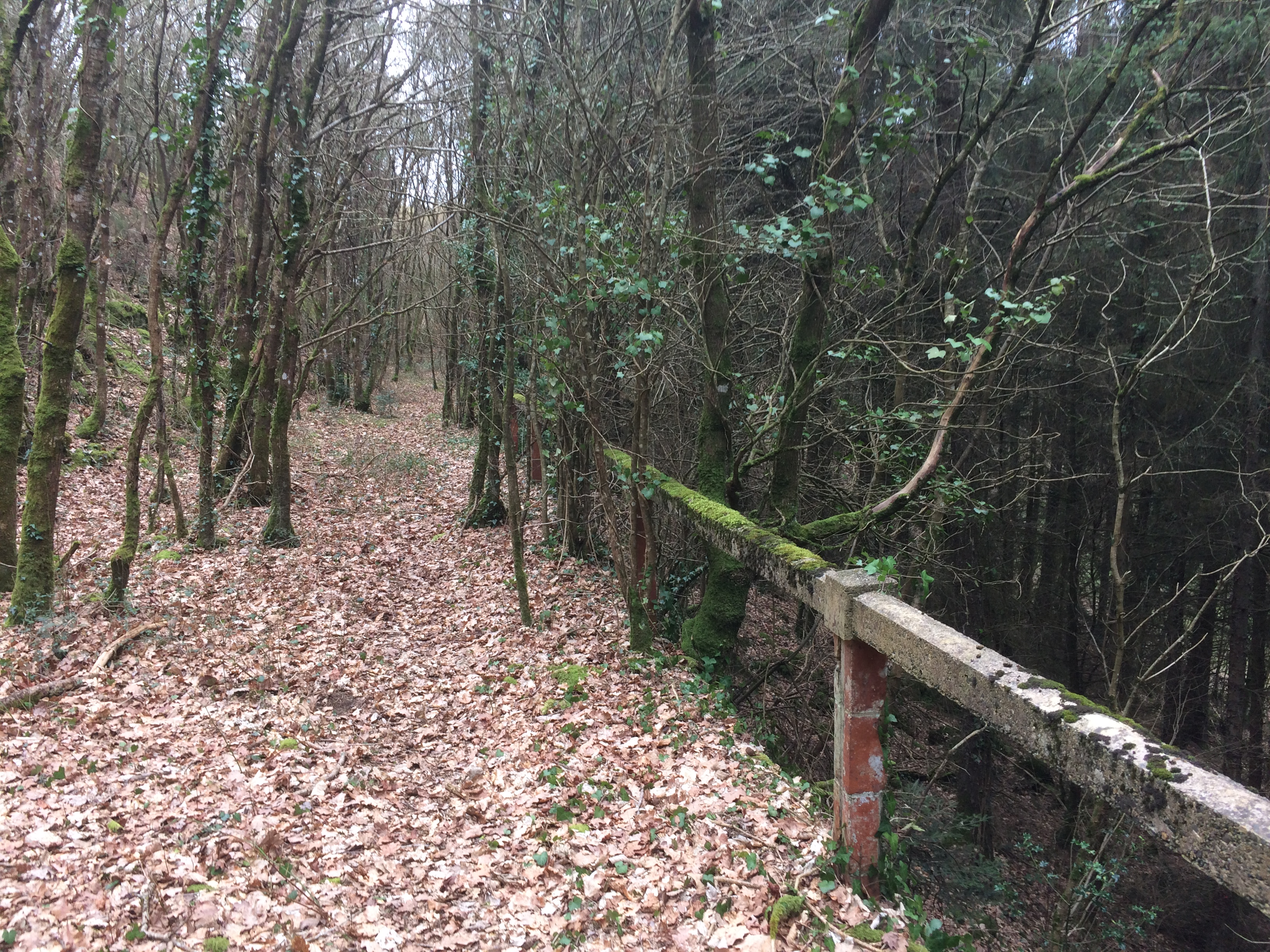
Ancienne voie ferrée menant au viaduc (côté Ploumagoar)